# Madoka Haji
Madoka Haji (櫨 まどか, Haji Madoka, Nagoya, 8 juli 1988) is een Japans voetbalster die als middenvelder speelt bij Suwon UDC.

## Carrière

### Clubcarrière
Haji begon haar carrière in 2007 bij INAC Kobe Leonessa. Met deze club werd zij in 2011 kampioen van Japan. Ze tekende in 2012 bij Iga FC Kunoichi. In zes jaar speelde zij er 100 competitiewedstrijden. Ze tekende in 2018 bij Mynavi Vegalta Sendai. Ze tekende in 2019 bij Suwon UDC.

### Interlandcarrière
Haji maakte op 30 juli 2017 haar debuut in het Japans vrouwenvoetbalelftal tijdens een wedstrijd tegen Australië. Ze heeft zeven interlands voor het Japanse elftal gespeeld.

## Statistieken
| Japans vrouwenvoetbalelftal | Japans vrouwenvoetbalelftal | Japans vrouwenvoetbalelftal |
| Jaar                        | Wed.                        | Dlp.                        |
| --------------------------- | --------------------------- | --------------------------- |
| 2017                        | 6                           | 0                           |
| 2018                        | 1                           | 0                           |
| Totaal                      | 7                           | 0                           |